# Еммауський Анатолій Васильович
Емма́уський Анато́лій Васи́льович (*11 листопада 1898, смт Лотошино, Московська область — †9 липня 1987, місто Кіров) — російський історик, кандидат історичних наук (1941), професор. Заслужений діяч науки РРФСР (1970).
Закінчив Тверську духовну семінарію, потім Тверський педагогічний інститут (1926). Навчався на природничому відділенні фізико-математичного факультету МДУ. З 1930 року працював викладачем В'ятського педагогічного інституту, з 1966 року професор, завідувач кафедри історії СРСР, декан історичного факультету.
Автор 7 монографій, 8 колективних робіт та понад 130 наукових статей і нарисів, переважно з історії В'ятського краю з древності до другої половини XIX століття. В них знайшла відображення і історія Удмуртії та удмуртського народу.
Твори:
- История Вятского края в XII — середине XIX веков. — Киров, 1996
- Вятская земля в XII—XIX вв. — Киров, 1996.